# Stereochilus
Stereochilus – rodzaj roślin z rodziny storczykowatych (Orchidaceae). Obejmuje 8 gatunków występujących w południowo-wschodniej Azji w takich krajach i regionach jak: Asam, południowo-centralne Chiny, wschodnie Himalaje, Mjanma, Tajlandia, Wietnam. Są to epifityczne rośliny zielne rosnące w górskich lasach na wysokościach 300–1800 m n.p.m.

## Morfologia
PokrójŁodygi wzniesione.
LiścieOd kilku do wielu, dwurzędowe, skórzaste, stawowato połączone z pochwiastą nasadą.
KwiatyKwiatostan boczny, groniasty, wielokwiatowy i często zwisający. Jego oś i szypułki czasem są ogruczolone. Kwiaty są odwrócone, zwykle o okwiecie szeroko rozpostartym. Listki wewnętrznego okółka mniejsze od zewnętrznego. Warżka sztywno zrośnięta z podstawą prętosłupa, woreczkowato rozdęta u nasady, niewyraźnie trójłatkowa. Prętosłup wzniesiony, bez stopy, pyłkowiny cztery, ułożone w dwie prawie równe pary, elipsoidalne do jajowatych, woskowate z krótkimi, ale wyraźnymi trzoneczkami, przymocowane do tarczki nasadowej (łac. viscidium).

## Systematyka
Rodzaj sklasyfikowany do podplemienia Aeridinae w plemieniu Vandeae, podrodzina epidendronowe (Epidendroideae), rodzina storczykowate (Orchidaceae), rząd szparagowce (Asparagales) w obrębie roślin jednoliściennych.
Wykaz gatunków
- Stereochilus arunachalensis Chowlu & A.N.Rao
- Stereochilus brevirachis Christenson
- Stereochilus dalatensis (Guillaumin) Garay
- Stereochilus erinaceus (Rchb.f.) Garay
- Stereochilus hirtus Lindl.
- Stereochilus laxus (Rchb.f.) Garay
- Stereochilus pachyphyllus (Cavestro) Cavestro
- Stereochilus ringens (Rchb.f.) Garay